# Gymnothorax breedeni
Gymnothorax breedeni är en fiskart som beskrevs av Mccosker och Randall, 1977. Gymnothorax breedeni ingår i släktet Gymnothorax och familjen Muraenidae. Inga underarter finns listade i Catalogue of Life.